# Brachyta variabilis
Brachyta variabilis — вид жесткокрылых из семейства усачей.

## Описание
Жук длиной от 10 до 20 мм, имеет чёрную окраску, усики и брюшко иногда более или менее рыжие, надкрылья буро-жёлтые, околощитковое пятно, шов, вершина, два косых перевязи и пятно между ними чёрные, рисунок изменчив. С 5 по 10 членики усиков у самцов с кантиком перед вершиной, 11-й членик с придатком. Наличник с глубоким поперечным вдавлением на основании. Шов надкрылий, как правило, чёрный.

## Подвиды
- Brachyta variabilis eurinensis (Cherepanov, 1978)
- Brachyta variabilis scapularis Mannerheim, 1849
- Brachyta variabilis variabilis (Gebler, 1817)